# Ichneumon carbonarius
Ichneumon carbonarius är en stekelart som beskrevs av Gmelin 1790. Ichneumon carbonarius ingår i släktet Ichneumon och familjen brokparasitsteklar. Inga underarter finns listade i Catalogue of Life.